# Embaixada do Cuaite em Brasília
A Embaixada do Cuaite em Brasília é a principal representação diplomática do Cuaite no Brasil. As relações diplomáticas entre o Cuaite e o Brasil iniciaram em 1968 por ação cumulativa da embaixada brasileira no Cairo, no Egito. Em 1973, a embaixada em Jedá, na Arábia Saudita, cumpriu essa função cumulativa. Em 1975, o Brasil inaugurou a embaixada na Cidade do Cuaite, e o país respondeu inaugurando sua embaixada em Brasília em agosto. Ao todo, até 2018, ocorreram nove visitas diplomáticas de autoridades cuaitianas no Brasil, e oito de autoridades brasileiras no Cuaite.
As relações bilaterais dos países ao longo das décadas tinham como principal objetivo a cooperação econômica e comercial, mas com a Invasão do Cuaite pelo Iraque em 1990 e a subsequente Guerra do Golfo, as relações também adquiriram caráter político, sobretudo nos perídios 1993-1994 e 1998-99, quando o Brasil adquiriu assento não permanente no Conselho de Segurança da Organização das Nações Unidas.